# Силенко, Герман Антонович
Герман Антонович Силенко (родился 9 августа 1995 в Новокузнецке) — российский регбист, замок.

## Биография
Воспитанник «Новокузнецка», за который дебютировал в 2015 году. В связи с тяжелым финансовым положением команды сходу стал игроком основного состава. Дебютировал в 1-м туре чемпионата-2015 года в выездном матче против «ВВА-Подмосковье» (поражение 38-13). Тогдашний главный тренер Вячеслав Шалунов отметил очень удачный дебют Германа. В дальнейшем Силенко стал одним из лидеров клуба. В ноябре 2018 года перешел в только что созданный клуб «Локомотив-Пенза». В чемпионате России 2019 года дебютировал в 1-м туре в матче против «Кубани». Был признан лучшим игроком 7-го тура в сезоне 2019 года. 

## Карьера в сборной
Призывался в сборную до 19 лет. В 2019 получил вызов в сборную клубов РПЛ, которая стала соперником для тест-матча сборной России. Полноценный дебют состоялся 7 февраля 2021 года в поединке против Грузии. Герман вышел в стартовом составе.